# قلعه تاکایاما
قلعه تاکایاما (به ژاپنی: 高山城, Takayama-jō)، یک قلعه ژاپنی واقع در شهر تاکایاما، گیفو، استان گیفو، ژاپن بود. این قلعه بر روی کوهی به ارتفاع نزدیک به ۶۸۷ متر (۲۲۵۴ فوت) ساخته شده بود و دارای بسیاری از ویژگی‌های قلعه معمولی از جمله پایه سنگی، دیوارهای خاکی و یک خندق اطراف بود.